# Minnesota (rzeka)
Minnesota River – rzeka w Ameryce Północnej w amerykańskim stanie Minnesota.

## Bieg
Minnesota River jest prawym dopływem Missisipi. Ma długość 534 km. Wypływa z jeziora Big Stone Lake. W górnym biegu rzeki znajduje się sztuczne jezioro Lac qui Parle.

## Miasta nad rzeką
| - Belle Plaine - Bloomington - Burnsville - Carver - Chanhassen - Chaska - Courtland - Eagan | - Eden Prairie - Granite Falls - Henderson - Kasota - Le Sueur - Mankato - Mendota - Montevideo - Morton | - New Ulm - North Mankato - Odessa - Ortonville - St. Peter - Savage - Shakopee |